# Чертогон (рассказ)
«Чертогон» — рассказ Николая Лескова. Заглавие «Чертогон» (то есть изгнание черта) было установлено при сокращении и стилистической переработке рассказа «Рождественский вечер у ипохондрика», опубликованного в декабре 1879 года в газете «Новое время» (1879, 25 декабря, № 1375). С новым названием рассказ включен в вышедший в 1881 году сборник очерков и рассказов Н. С. Лескова «Русская рознь».

## История создания
Текст рассказа «Чертогон» существенно отличается от текста газетной публикации «Рождественского вечера у ипохондрика» в «Новом времени», включавшего начальные главы посвященные детским воспоминаниям автора, рассуждениям о «таянии веры» и о встрече со старым товарищем Иванам Ивановичем, бывшего атеистом и обратившегося к вере под влиянием виденного им события. Иван Иванович и рассказывает всю историю, вошедшую в рассказ «Чертогон». Заглавие «Рождественский вечер у ипохондрика», под которым рассказ был напечатан о газете, вероятно принадлежит А. С. Суворину, Лесков предлагал озаглавить рассказ «Таяние», но предложенное Лесковым заглавие принято не было.

## Сюжет
События рассказа происходят в Москве, где молодой человек, студент, знакомится со своим дядей Ильёй Федосеевичем, о котором мать рассказчика говорит:
Он благочестив и большой вес в Москве имеет. Он при всех встречах всегда хлеб-соль подает... всегда впереди прочих стоит с блюдом или с образом... и у генерал-губернатора с митрополитом принят... Он тебя может хорошему наставить.Н.С. Лесков, Чертогон гл. I
Вместе с дядей рассказчик проводит разгульную ночь в ресторане «Яр», последующее омовение в банях и замаливание грехов в монастыре перед иконой «О, Всепетая Мати»", символически обозначенных в изложении рассказчика как «падение» и «восстание». Всю историю племянник-рассказчик называет «обрядом, который можно видеть только в одной Москве»:
Это вот и называется чертогон, «иже беса чужеумия испраздняет». Только сподобиться этого, повторяю, можно в одной Москве, и то при особом счастии или при большой протекции от самых степенных старцев.Н.С. Лесков, Чертогон гл. V
В основе сюжета — реальный случай, который Лесков в письме Суворину упоминает как «картину хлудовского кутежа, который был в прошлом [1878] году и на нем Кокорев играл». Предполагают, что говоря о хлудовском кутеже, Лесков имеет в виду миллионера М. И. Хлудова, который и является прототипом героя повести — Ильи Федосеевича. Другой упомянутый в письме Лескова участник кутежа, миллионер-откупщик В. А. Кокорев — прототип Ивана Степановича, игравшего на литаврах «важнейшего московского фабриканта и коммерсанта».